# Nsesa pulawskii
Nsesa pulawskii är en insektsart som beskrevs av Irena Dworakowska 1974. Nsesa pulawskii ingår i släktet Nsesa och familjen dvärgstritar. Inga underarter finns listade i Catalogue of Life.